# Château de Trévarez
Ne pas confondre le château de Trévarez avec l'ancien manoir de Trévarez, situé également en Saint-Goazec
Le château de Trévarez est situé dans la commune de Saint-Goazec, dans le Finistère, en Bretagne. Construit à la fin du XIXe siècle par James de Kerjégu, président du conseil général du Finistère pour accueillir ses relations mondaines, c'est, avec son parc ouvert au public, un important monument du Finistère.
Le château est à la fois un exemple du style éclectique, alliant les styles victorien et néogothique aux éléments de décor breton, et un prototype de la demeure équipée des plus récentes avancées technologiques de l'époque : ascenseur, chauffage central, eau courante, électricité… Sa porte en fer forgé, d'Achille Busson, fut en outre exposée et primée en 1903 au Grand Palais de Paris avant d'être installée au château.
Très endommagé en 1944 par un bombardement allié, il a depuis été racheté et mis en valeur par le conseil général du Finistère.
L'ensemble du domaine est inscrit au titre des monuments historiques depuis le 4 juin 2009. Il a également reçu le label « Patrimoine du XXe siècle », ainsi que la distinction Jardin remarquable.
Depuis le 1er janvier 2006, cinq domaines patrimoniaux du Finistère - l'abbaye de Daoulas, l'abbaye du Relec, le manoir de Kernault, le château de Kerjean et le domaine de Trévarez - sont réunis au sein de l’établissement public de coopération culturelle « Chemins du patrimoine en Finistère ». Pour l’année 2009, ces cinq équipements ont accueilli 173 555 visiteurs, soit un peu de 10 % de la fréquentation totale des structures du Finistère.
En 2024, le domaine de Trévarez est en lice pour l'élection du monument préféré des Français.

## Historique du site

### Ancien Régime
Le nom de Trévarez est d'origine bretonne. Il viendrait de "Trev", qui signifie quartier (ou lieu habité anciennement), "are" désignant un relief ou une échine montagneuse. De nombreuses familles de la noblesse bretonne se succéderont dans ce manoir de la baronnie de Laz, dénommé aussi manoir de Trévaré. Les terres qui en dépendent sont très vastes et sont composées de 5 paroisses : Saint-Goazec, Laz, Spézet, mais aussi Roudouallec et Guiscriff, dans le Morbihan.

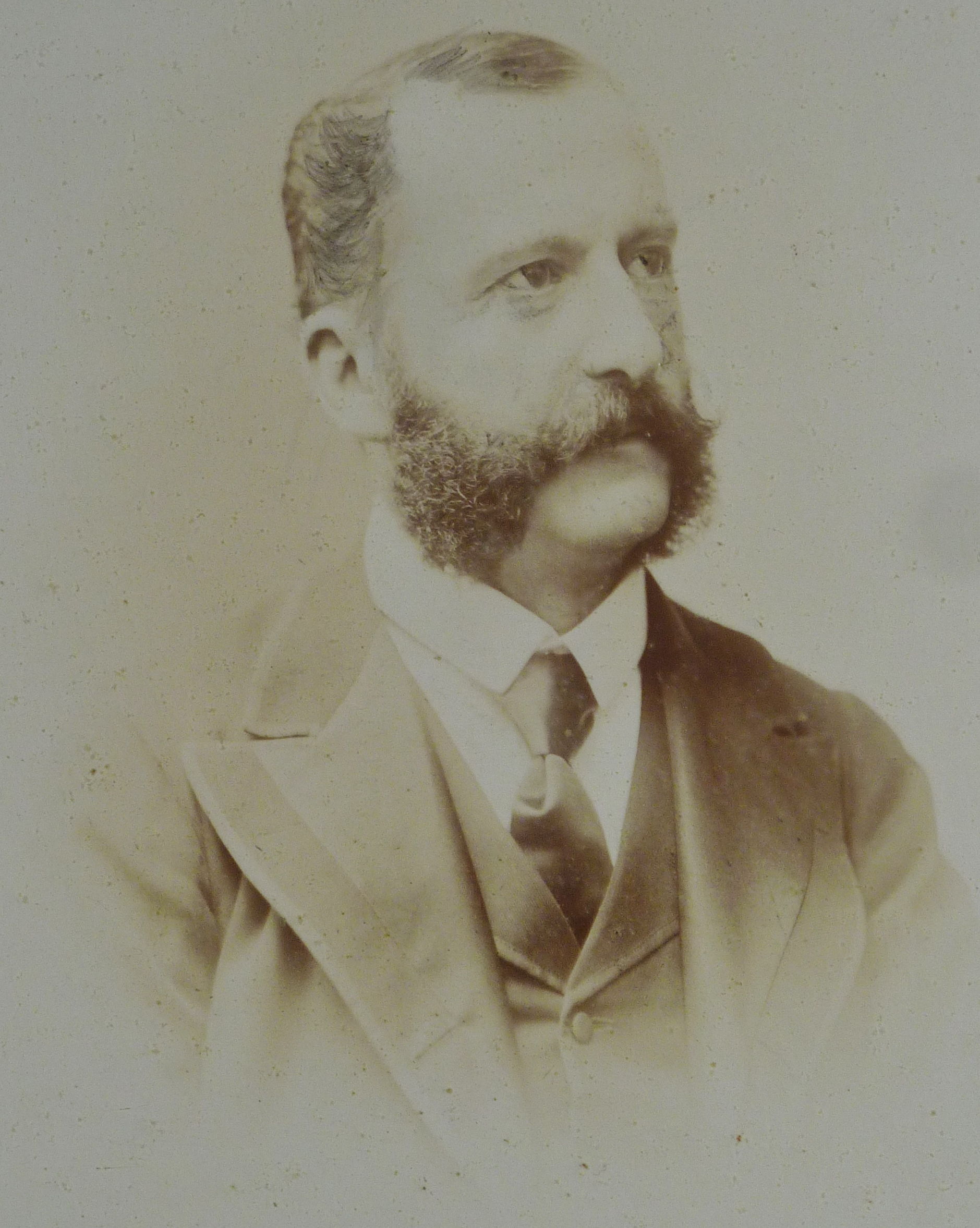
Portrait de James de Kerjégu en 1893

En 1567, la baronnie est érigée en marquisat de la Roche par Henri III, au profit du chevalier Troilus de Mesgouez, qui fut page à la cour de Catherine de Médicis avant d'en être un favori. Il fut gouverneur de la ville de Morlaix, puis vice-roi de Nouvelle-France en 1578.
Ce fut sa nièce, Anne de Coëtanezre, marquise de la Roche et Laz, et épouse de Charles de Kernezne, qui fit du manoir de Trévarez leur résidence ordinaire. Le manoir fut totalement reconstruit durant le XVIIe siècle.
Peu avant la Révolution française, les 2 600 hectares de Trévarez (dont 1 200 ha cultivables, 700 étant des landes, et 700 autres étant des bois), le manoir familial et la chapelle, parviennent par héritage à Louise du Bot de Grégo, fille unique de Charles-François Jules du Bot, marquis du Grégo, épouse du vicomte Antoine-Henry d'Amphernet de Pontbellanger, qui fut chouan et qu'elle dénonça aux troupes de Hoche, lequel était son amant. Elle réussira, grâce à ses relations, à épargner sa demeure des pillages révolutionnaires.

### Louise du Bot du Grégo
Louise du Bot du Grégo, née le 27 août 1770 au château de Trévarez, (à la limite entre Saint-Goazec et Laz), alors un simple manoir servant de relais de chasse, que son père, qui se prévalait du titre de marquis du Grégo et de la Roche-Helgomarc'h, possédait. Elle est mariée au vicomte de Pontbellanger, un noble d'origine normande ; elle participe comme lui à la chouannerie en 1793. Après l'émigration de son mari en Angleterre, on pense, sans en avoir la preuve, qu'elle devint la maîtresse de Lazare Hoche dont elle fut l'une de ses espionnes, contribuant à l'arrestation de Charette ; on dit à tort qu'elle aurait même dénoncé son mari, tué lors d'un combat à Médréac par des troupes républicaines ; on dit aussi qu'elle aurait contribué à l'échec de l'expédition d'Irlande de 1796, Hoche préférant sa galante compagnie à la préparation de l'expédition. On dit en fait beaucoup de choses sans en apporter la moindre preuve. Après la mort de son mari, elle épouse en 1797 le colonel républicain Michel Bonté (qui deviendra général) et devient ensuite Baronne d'Empire. Elle décède le 17 janvier 1826 et son corps est inhumé dans la chapelle Saint Hubert de Trévarez avant d'être transféré dans le cimetière de Saint-Goazec.

Statuaire de l'ancienne chapelle
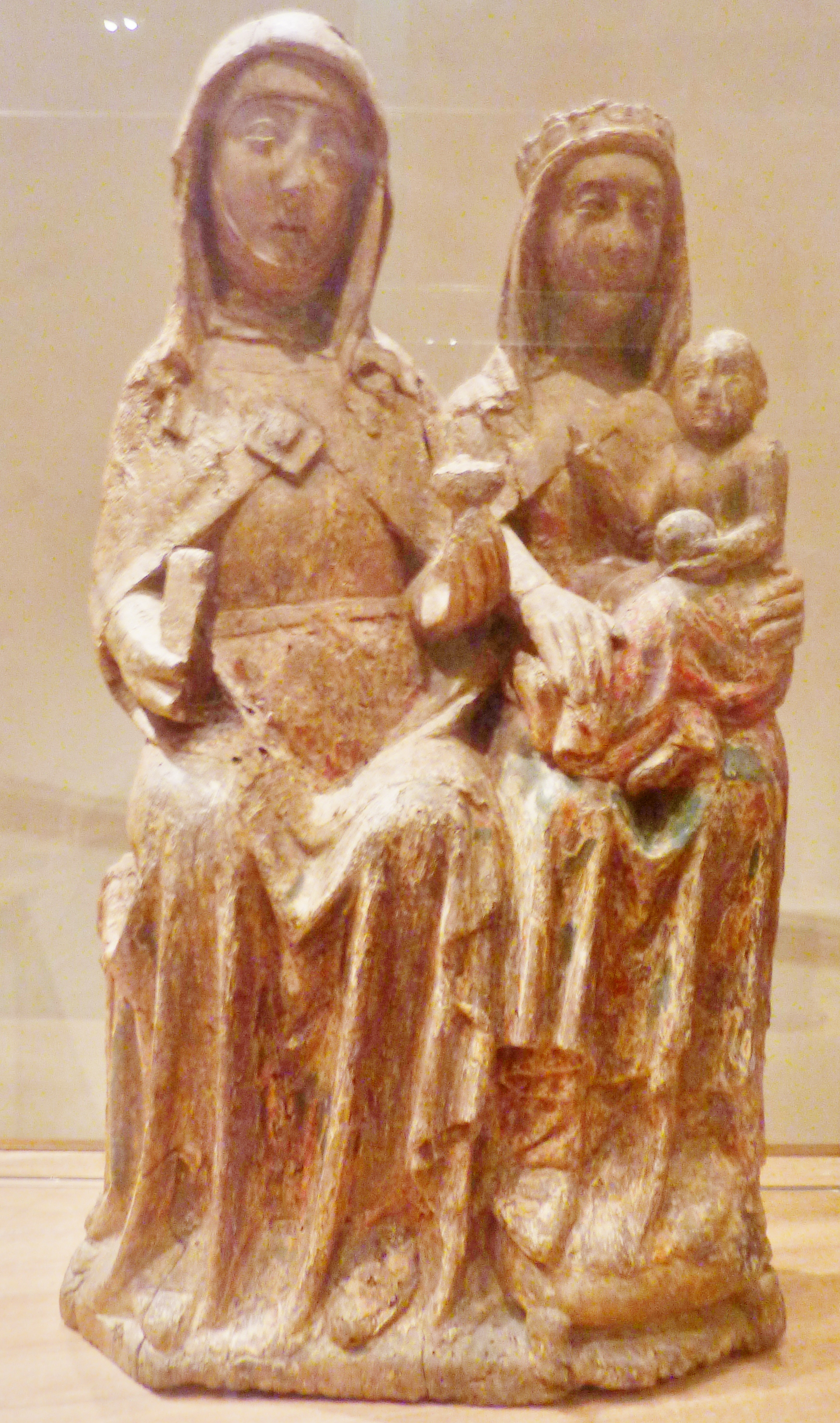
Sainte Anne, la Vierge et l'Enfant Jésus (groupe statuaire en bois peint daté XIIIe ou XIVe siècles).
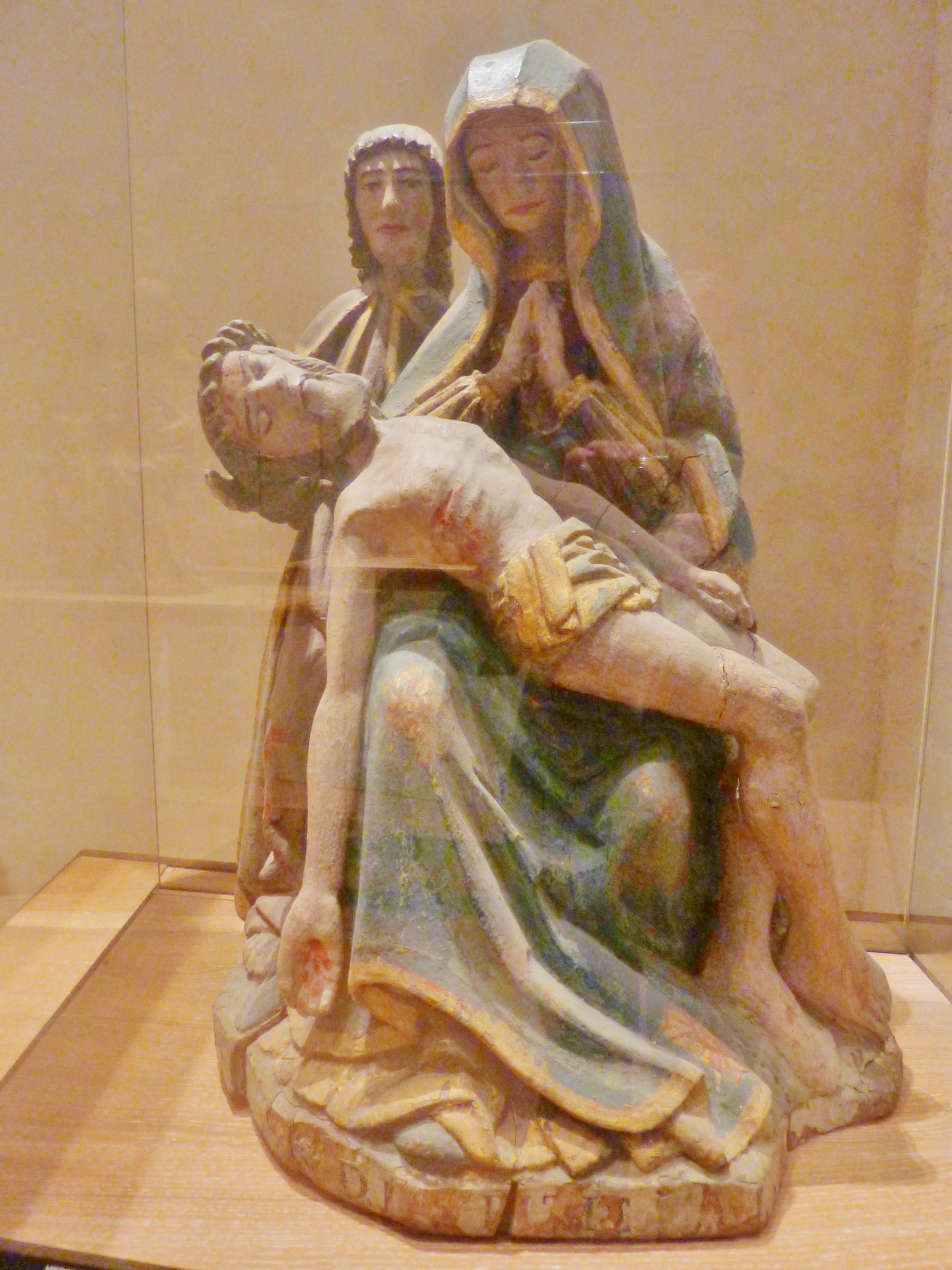
Vierge de pitié priant devant le corps du Christ, accompagnée de saint Jean l'Apôtre (bois peint, XVe siècle).

### Depuis la Révolution française

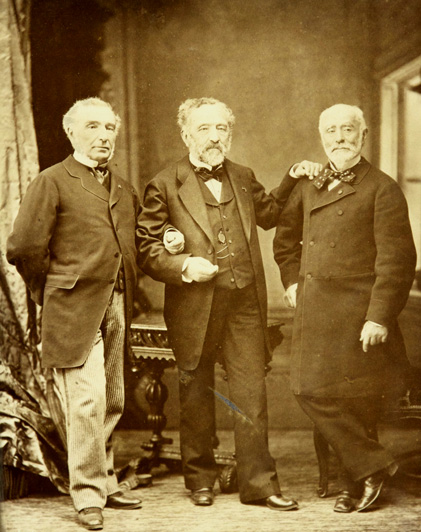
Les trois frères Monjaret de Kerjégu (de gauche à droite Louis, François et Jules)

Le 25 juillet 1845, François Félix Monjaret de Kerjégu et son fils Louis Monjaret de Kerjégu, issus de la noblesse de robe de Moncontour et Lanvollon, venus des Côtes-du-Nord, qui avaient acquis nombre de biens nationaux et s'étaient enrichis dans la banque, la fabrication de papier et l'armement naval à Brest, rachètent les terres, alors constituées de 2 022 ha, pour la somme de 600 000 francs au petit-fils de Louise de Grégo, le comte de Pontbellanger. Louis inaugurera en 1847 une ferme expérimentale à Trévarez, qui sera en 1865 transférée au château de Kervoazec, dont il est le bâtisseur.
Plus tard, le domaine de Trévarez reviendra en héritage à James de Kerjégu, dont le beau-père n'est nul-autre que le Baron Samuel de Haber, richissime financier d’origine allemande à qui appartient le château de Courances. De son mariage avec Laure de Haber, veuve du Comte de Bèhague et mère de deux filles (Berthe de Ganay et Martine de Béarn) James aura une fille en 1885, Françoise, tandis que Laure meurt en couches. Le beau-père décèdera en 1898, laissant sa fortune à ses petites-filles. C’est à cette époque que James de Kerjegu décide d'offrir à Françoise une riche demeure et jette son dévolu sur Trévarez dans les Montagnes Noires.

## Historique du château
Du passé seigneurial du site, il reste aujourd'hui le manoir, entièrement modifié puis modernisé en 1860 par François de Kerjégu, la chapelle Saint-Hubert, autrefois dédiée à Notre-Dame, puis reconstruite en 1699 et placée sous le vocable de saint Hubert, patron des chasseurs, et la Fontaine Saint-Hubert, datée de 1700, nichée au pied de l'actuel château.

### Construction du château
D'importants travaux de terrassement seront nécessaires pour ouvrir la montagne et pour réaliser, à mi-pente des Montagnes Noires, la plate-forme qui servira de base.
James de Kerjégu redessinera également tout le paysage environnant, important de nombreuses variétés d'arbres et de plantes de plusieurs endroits du monde. Il fera creuser un étang près de l'ancien manoir, et composera un véritable parc forestier à l'anglaise.
Les travaux démarrent en 1893. Ce chantier de 14 ans coûtera presque 5 millions de francs-or de l'époque — soit environ 15 millions d'euros. 50 artisans et ouvriers de toutes professions et conditions s'activeront sans relâche sur le chantier et seront logés dans les fermes environnantes.
James de Kerjégu fera appel à l'architecte Walter-André Destailleur pour son château. Destailleur ne boude pas les nouveautés de son époque, aussi une grande partie de la charpente sera réalisée en fer recouverte d'un revêtement en maçonnerie. Le style du château est très proche des réalisations de son père, Hippolyte Destailleur, comme par exemple le château de Vouzeron construit entre 1887 et 1893.
Le canal de Nantes à Brest, qui passe près de là, servira pour le transport des matériaux venus de toute la pointe bretonne.
Certains clichés nous indiquent qu'en 1903 tous les travaux extérieurs étaient finis et que les artisans continuaient de s'affairer à l'intérieur.
À l'entrée du parc, deux maisons de fonction seront ajoutées, ainsi que des serres dotées de chauffage à eau modulable, une maison de jardinier et des écuries, dotées d'une grande verrière et d'une cour pavée intérieure.

### La vie au château
Au pied du Roc'h An Aotroù, James de Kerjégu fit construire un vaste château, dernière folie architecturale de l'époque en France, et y intégra tous les conforts de l'époque : deux ascenseurs, eau chaude à tous les étages, sanitaires, chauffage central… Les travaux durent 14 ans, de 1893 à 1907. Profondément humaniste, James de Kerjégu fit profiter de ce confort ses domestiques, ce qui était fort inhabituel pour l'époque. Ils disposaient en effet d'un ascenseur spécial pouvant également leur servir de monte-charge.
Afin que les invités de prestige puissent avoir constamment des fruits et légumes frais, il fit également construire de vastes serres, dotées de chauffage, à eau modulable. La présence d'une glacière électrique était également connue dans les cuisines, ainsi qu'une rôtissoire et un superbe piano à quatre fours, un four à pâtisserie, deux étuveuses, deux bains-marie et ses plaques de cuisson.
James de Kerjégu mourut en 1908, peu après l'achèvement des travaux et ce fut sa fille, Françoise, accompagnée de son mari, le marquis Henri de La Ferronnays, qui logea au château, souvent accompagnée par ses demi-sœurs, devenues par mariage marquise de Ganay et comtesse de Béarn. Durant la Belle Époque de Trévarez, on compte jusqu'à 80 domestiques ayant travaillé au château. On y donnait de fastueuses réceptions, pour la noblesse venue de France, voire du monde entier. Idéalement placé pour cela, le Domaine était très apprécié pour les parties de chasse à courre qui y étaient organisées par Henri de la Ferronnays jusqu'en 1939.

### Dommages durant la Seconde Guerre mondiale
Lors de la Seconde Guerre mondiale, Trévarez sert, dès octobre 1939, pour recevoir les objets classés et les collections des musées, du Pas-de-Calais.
En juillet 1940, le château est réquisitionné par les forces d'occupation allemandes et sert de lieu de repos aux sous-mariniers de la Kriegsmarine postés au port de Brest entre deux missions en mer et aux sous-mariniers japonais postés au port de Lorient. Il fut bombardé par les Mosquitos de la Royal Air Force le 30 juillet 1944 sur les renseignements de la résistance française. Selon un témoin visuel de l'époque (pupille de la nation, encore en vie en mai 2022), à l'issue du bombardement, des soldats allemands et japonais s'échappèrent du château en compagnie de jeunes dames très légèrement vêtues. Dehors, cachés dans les buissons, des résistants armés, originaires essentiellement de Laz, les attendaient et tirèrent des rafales nourries. Le bombardement a atteint toute l'aile ouest du toit aux sous-sols, sur cinq niveaux, ainsi que les cuisines à l'est. Le salon d'apparat et les appartements de réception partiront en fumée.
Le château de Trévarez fut attaqué dans la nuit du 4 au 5 août 1944 par les sections "Verdun" et "Léningrad" du bataillon "Stalingrad".

### Rénovation
Henri de la Ferronays meurt en 1946. Le château est laissé à l'abandon, en triste état. Le montant des dommages de guerre accordés à sa veuve, Françoise, sans enfants, n'est pas suffisant pour réparer les dégâts. Jusqu'en 1968, le château sera laissé pour compte. Les tracés des jardins disparaîtront sous la friche, et le château éventré sera la cible de nombreux pillages. Les cheminées, carrelages et tuyauteries de cuivre seront pour la plupart arrachés. La végétation sauvage recouvrira une bonne partie du château.
C'est dans ce triste état que Paul et Octave de Ganay, derniers héritiers, neveux de Françoise, mettent en vente le Domaine de Trévarez, avec ses 181 hectares restants, en 1968. Il est racheté par le conseil général du Finistère, qui entame une rénovation progressive, en commençant par l'extérieur du château et les jardins. La toiture du château est restaurée en 1993, révélant sa structure métallique. Il manque cependant une cheminée sur le nouveau toit, celle-ci ayant disparu lors du bombardement.
Rouvert en 1971, le jardin, aujourd'hui de 85 hectares, est labellisé « Jardin remarquable ». On y trouva une impressionnante colonie de chauves-souris, espèces protégées, dans les combles ou les sous-sols. Huit espèces différentes cohabitaient dans le château abandonné. Elles ont aujourd'hui un endroit spécial à l'entrée des combles.

## Architecture

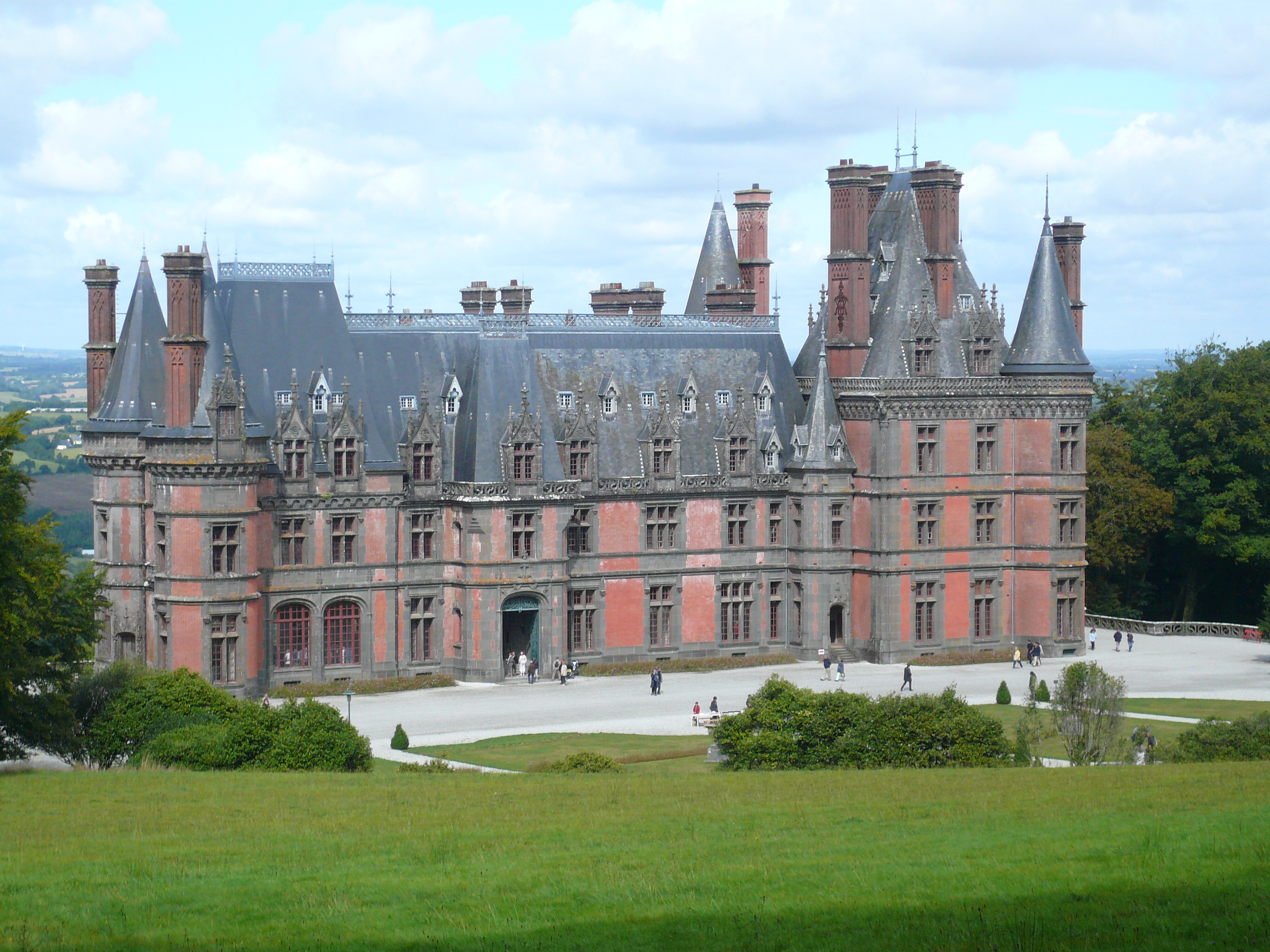
Vue d'ensemble du château

Le château est édifié en kersantite (ou pierre de Kersanton) et en brique, sa charpente métallique était innovatrice sur un tel bâtiment, et il a été sélectionné pour son architecture à l'Exposition universelle de Saint-Louis de 1904. Le domaine dans sa totalité est inscrit au titre des monuments historiques le 6 avril 2009, incluant le manoir, la ferme expérimentale, les communs ainsi que les stalles conservées des écuries, le logis, la chapelle des deux maisons de fonction, les chenils ainsi que le pavillon de garde de Cavarno. La grille en fer forgé de la porte d'honneur fut exposée et primée au Grand Palais à Paris en 1903.

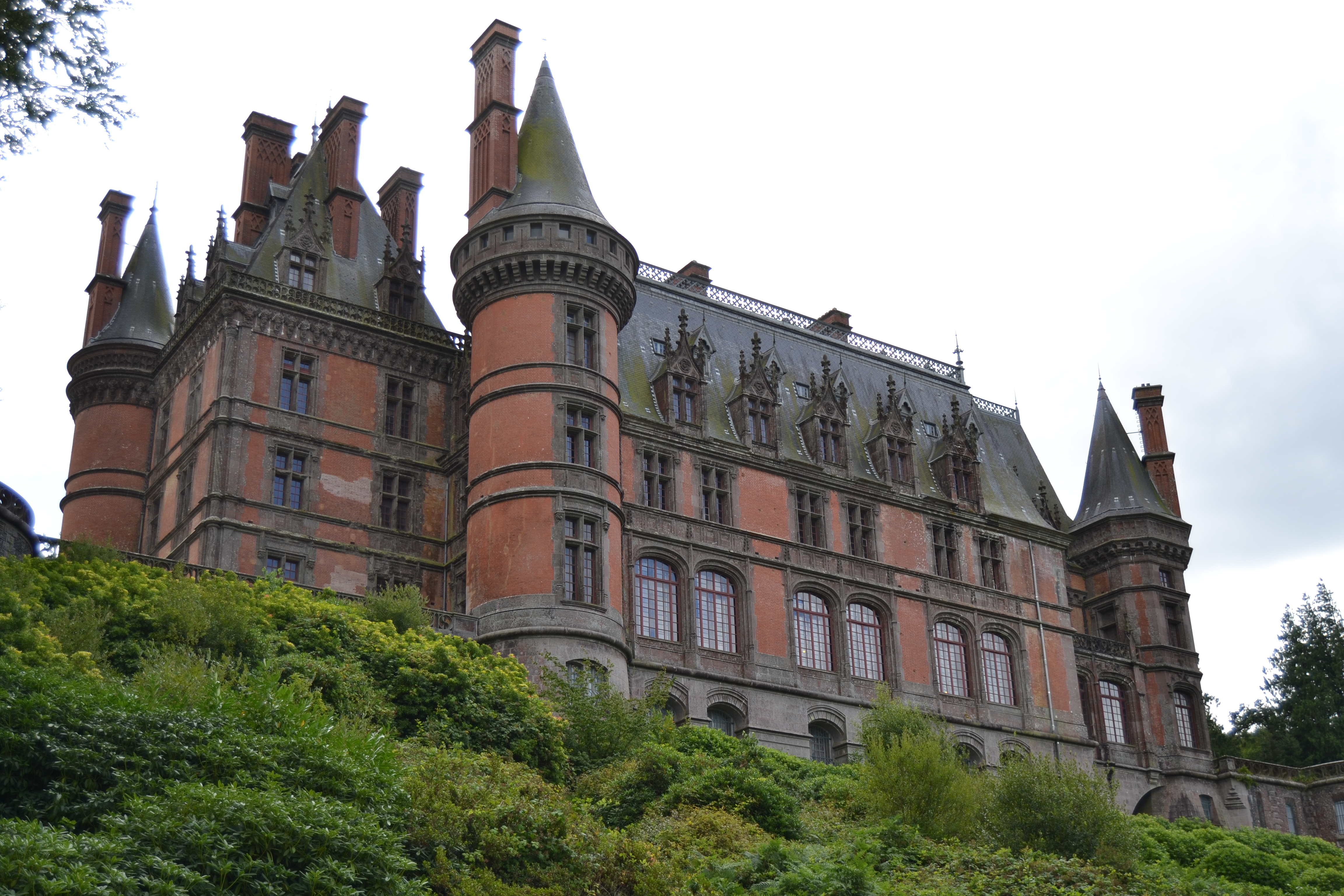
Façade Nord du château.

L'architecte a fortement travaillé sur les volumes et les différents styles architecturaux, conférant à la bâtisse cette forte allure néogothique, à la fois château fort et château fantastique de contes de fées. Les faux mâchicoulis, pinacles et autres gravures sur l'extérieur du château, soignées au détail et propres au style néogothique, font référence à la Bretagne, à la chasse, ou aux symboles nobles de tous les temps : feuilles de chêne et glands gravés sur les gouttières, fleur de lys, les parements de brique sont de style Louis XIII... Le château est considéré comme un des sommets de l'« historicisme », courant architectural qui prétend réutiliser les formes du passé.
Les ouvertures pratiquées sont bien souvent différentes sur les trois ailes du château, et l'abondance des motifs décoratifs démontre la richesse des maîtres de maison. Les 4 tours sont toutes dissemblables. Certains éléments du palais servent à donner une impression d'unité, comme les hautes cheminées ou les bandeaux de pierre sur la façade.
Il est à noter que la construction du château a débuté l'année de l'achèvement de la construction du château de Vouzeron, dans le département du Cher, réalisé par le père de Walter-André Destailleur, Gabriel-Hippolyte Destailleur. Les deux châteaux présentent de très nombreuses similitudes, tant dans les volumes et le style que dans les aménagements de grand luxe déployés.

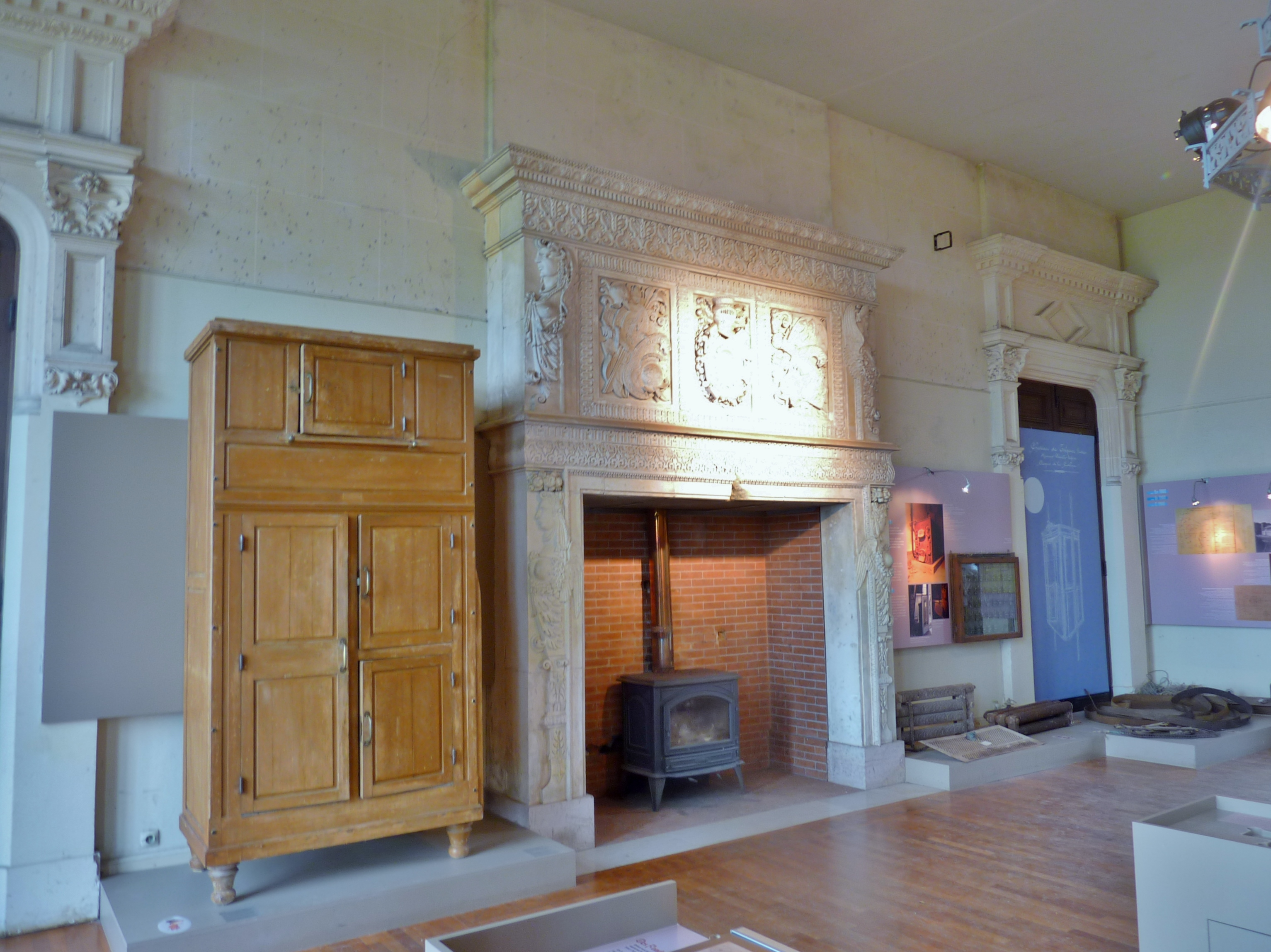
Une des salles restaurées du château de Trévarez

On peut distinguer 3 parties autonomes dans le bâtiment. À l'est, le logement du maître de maison et de sa famille se détache du corps central, étagé sur six niveaux plus un entresol, avec une entrée indépendante en forme de tourelle afin d'adoucir le changement de niveau. Au centre se trouvent les espaces de réception et les chambres des invités de passage. Pour finir, à l'ouest se trouve le salon d'apparat et les appartements d'honneur.
Tout le sous-sol sur 920 mètres carrés, visible sur la façade nord du château, dans les contreforts de la plate-forme, est occupé par les cuisines entièrement carrelées et autres pièces telles que les deux chaufferies, boucherie, glacière, blanchisserie, salle de venaison, salles à poissons, produits fermiers et à légumes, caves à charbon... Il y avait également trois caves à vin pouvant accueillir 6000 bouteilles. Un monte-plats, dans l'office central, permettait le transfert des repas sans laisser deviner l'intense activité qui régnait au sous-sol.

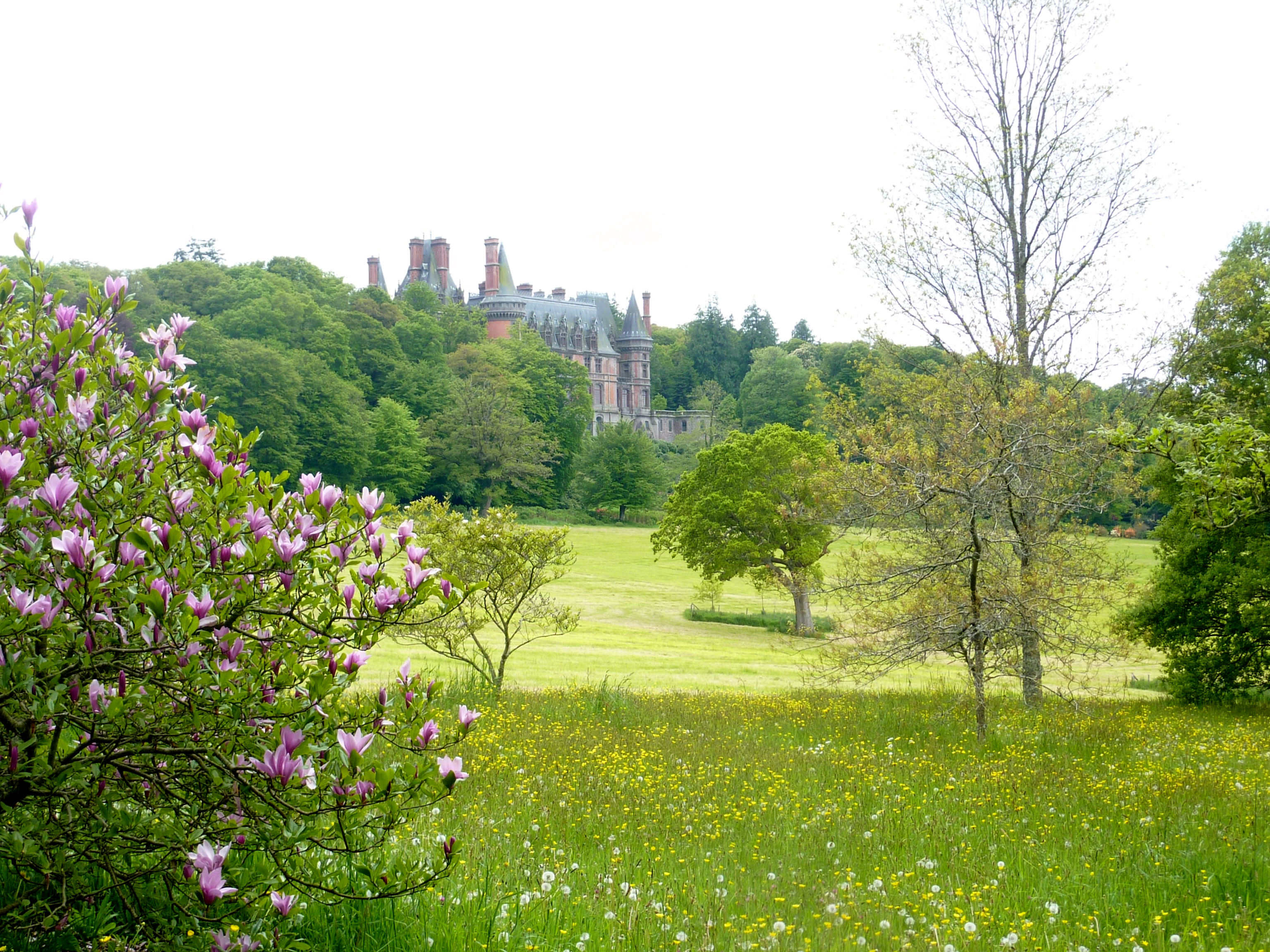
Le château de Trévarez vu du parc

Ce château comporte une centaine de pièces et trente chambres, chacune équipée d'une salle de bains et de chauffe-serviettes. On compte également 20 baignoires, 14 cabinets de toilette et 3 piscines d'agrément.
On note la présence des escaliers de service qui permettaient aux domestiques de ne jamais croiser leurs maîtres. Au summum de la modernité, téléphone et lumière électriques sont alimentés par une centrale indépendante située près des écuries.
C'était un château de grand luxe pour l'époque, comme en témoigne l'eau chaude courante à tous les étages. Pour ce faire, la bâtisse dispose d'un réservoir de 9 000 mètres cubes d'eau sous les combles de la tour Nord. Au total, on compte une capacité de stockage d'eau de 1 880 mètres cubes. La présence d'un dédale de tuyauterie et d'un aqueduc souterrain de 100 mètres de long qui longe la façade du château montre la volonté de James de Kerjégu de faire dans le luxe et la perfection : en effet, les sanitaires, l'eau chaude courante et les ascenseurs étaient des luxes rares pour l'époque, surtout en plein cœur de la Bretagne. Les robinets d'eau chaude ou froide indiquent une nouvelle fois ce soin dans l'absolu confort.
Un wagonnet sur rails de 100 mètres de long dessert également les caves de stockage et les cuisines souterraines jusqu'à l'extrémité ouest, afin d'organiser les livraisons dans la plus grande discrétion et facilité.
À la suite du bombardement, seuls le rez-de-chaussée et une partie du premier étage du château sont aujourd'hui visitables, le coût des travaux étant bien trop élevé pour pouvoir le restaurer entièrement.
Le souterrain, ou égout pluvial, long de 150 mètres, abrite en hiver de nombreuses chauve-souris, dont plusieurs centaines de grands rhinolophes, la colonie de reproduction se déplaçant sous les toits durant l'été.

## Parc et jardins
Cet ensemble de 85 hectares, parsemé de clairières ornementales et d'allées empierrées, comprend le parc paysager et les jardins ainsi que leurs fabriques : le bassin de la Chasse et les fontaines du jardin Renaissance, en face de la façade Ouest, les deux vasques et le cadran solaire du jardin régulier, les deux statues des enfants maîtres-chiens, les grilles et les piliers des portails d'accès.
Il comprend aussi la fontaine du Lion et la fontaine Saint-Hubert, la terrasse sud, les anciens jardins en terrasses, la maison du jardinier, la serre attenante, le verger et le potager et leurs serres (autrefois équipées de chauffages à eau modulables) avec leurs murs de clôture et le bassin central du potager, la cressonnière, le vivier, l'étang artificiel, ainsi que les infrastructures hydrauliques (le réservoir, les canalisations, les vannes).
Le parc abrite aussi la chapelle Saint-Hubert et, à proximité, un cimetière préhistorique.

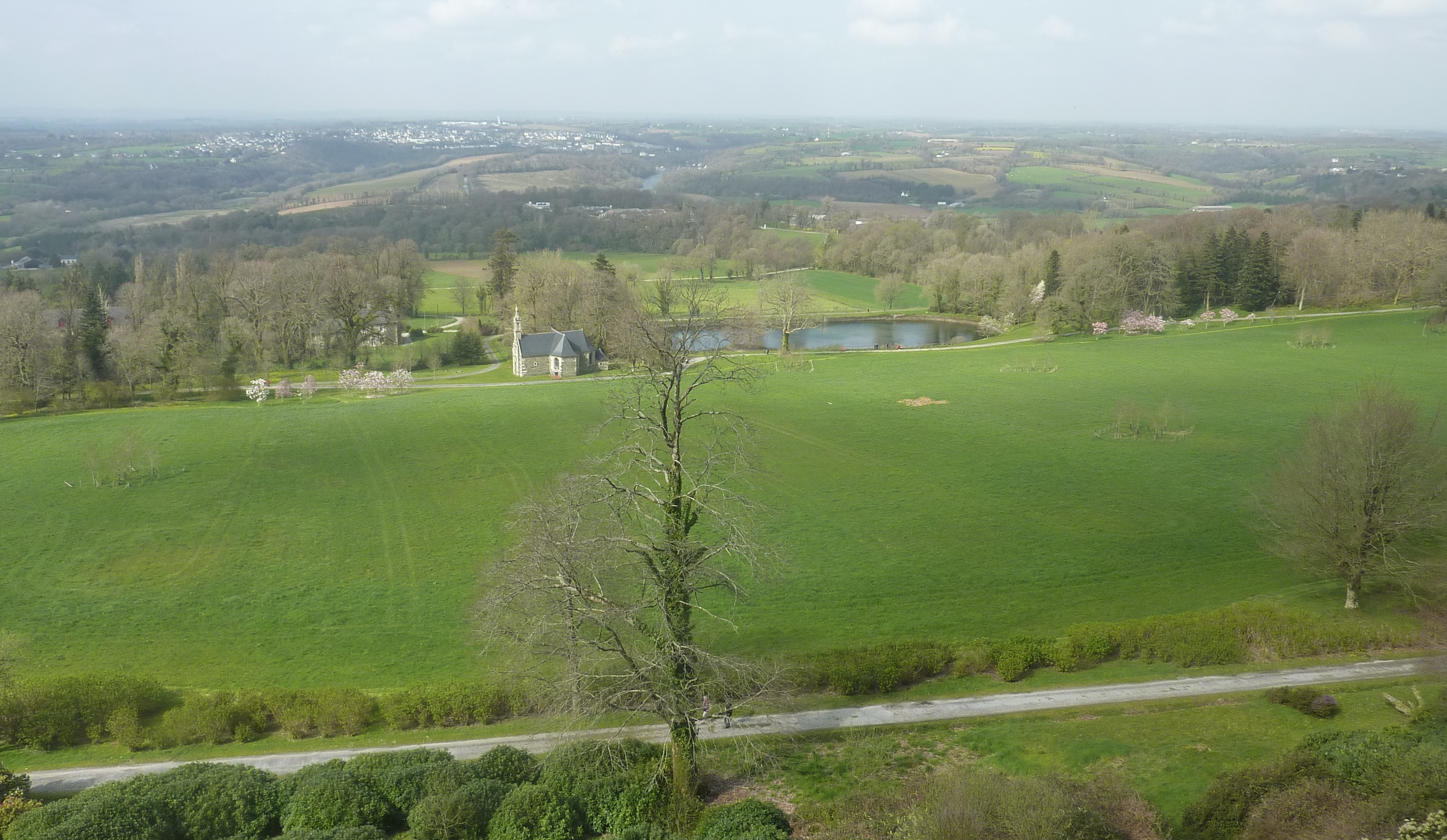
Vue de Châteauneuf-du-Faou et de la vallée de l'Aulne depuis la terrasse du château de Trévarez
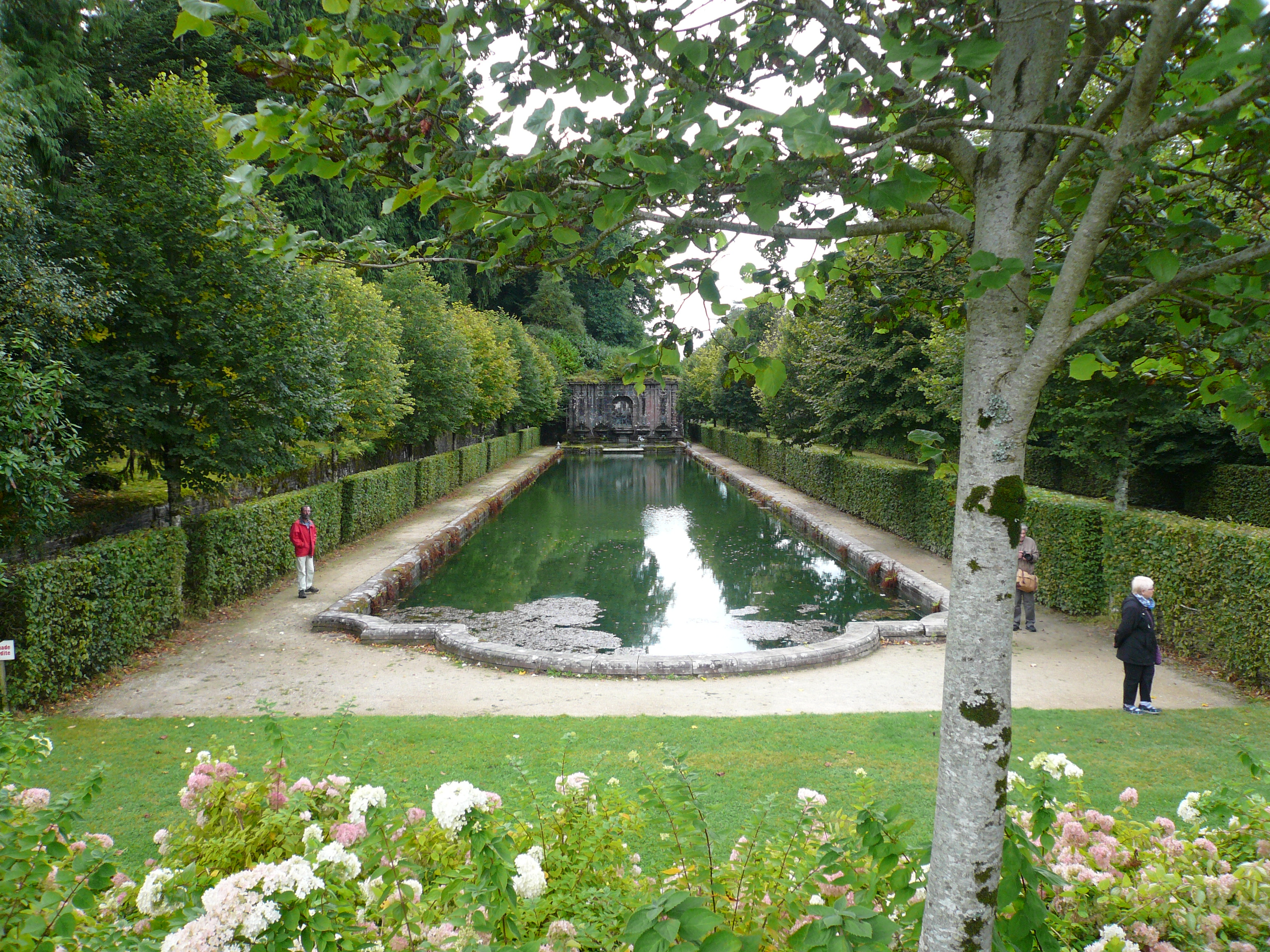
Le bassin de la chasse et de la pêche.
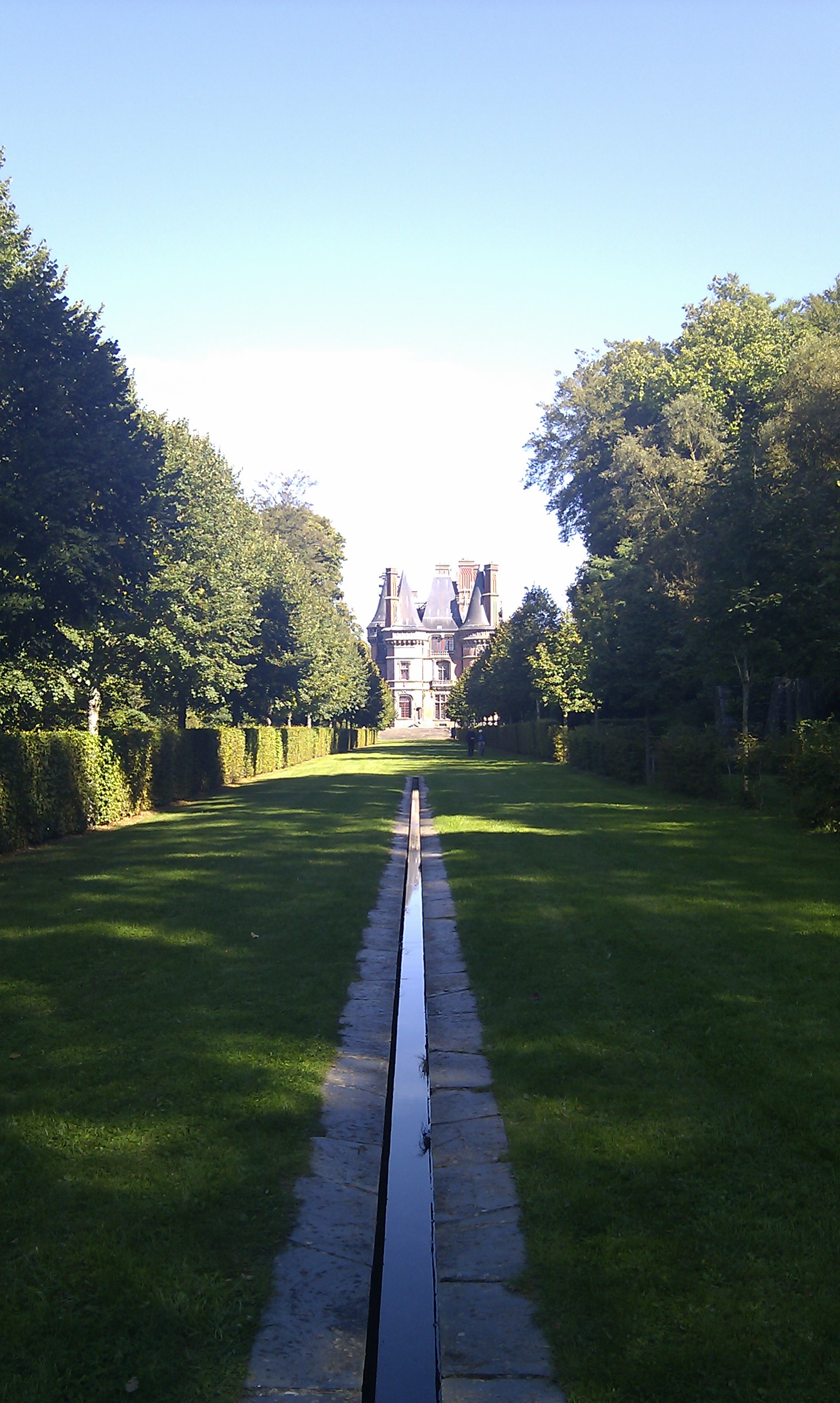
Le jardin italien. Au loin, la façade ouest du château.
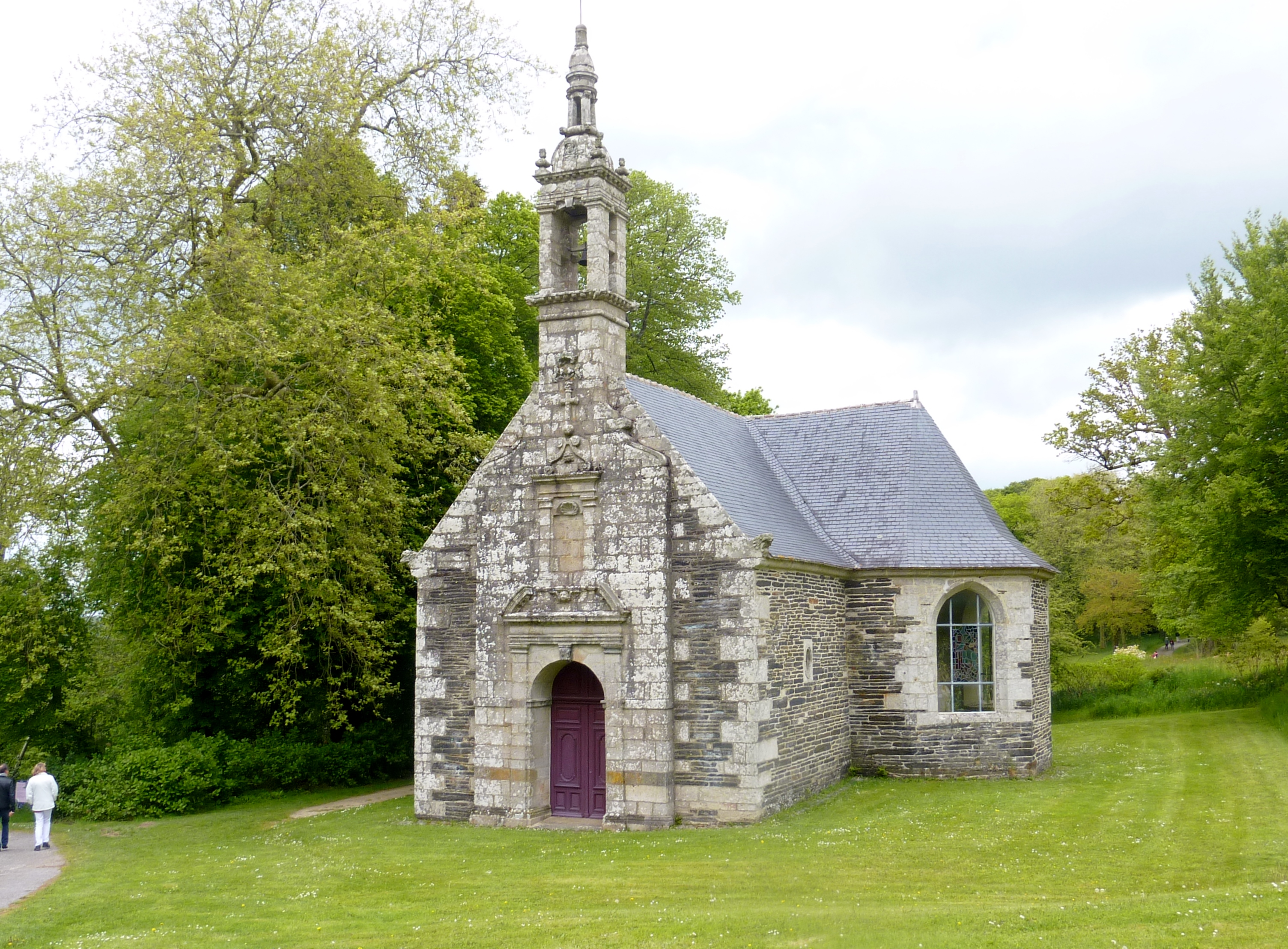
La chapelle Saint-Hubert.
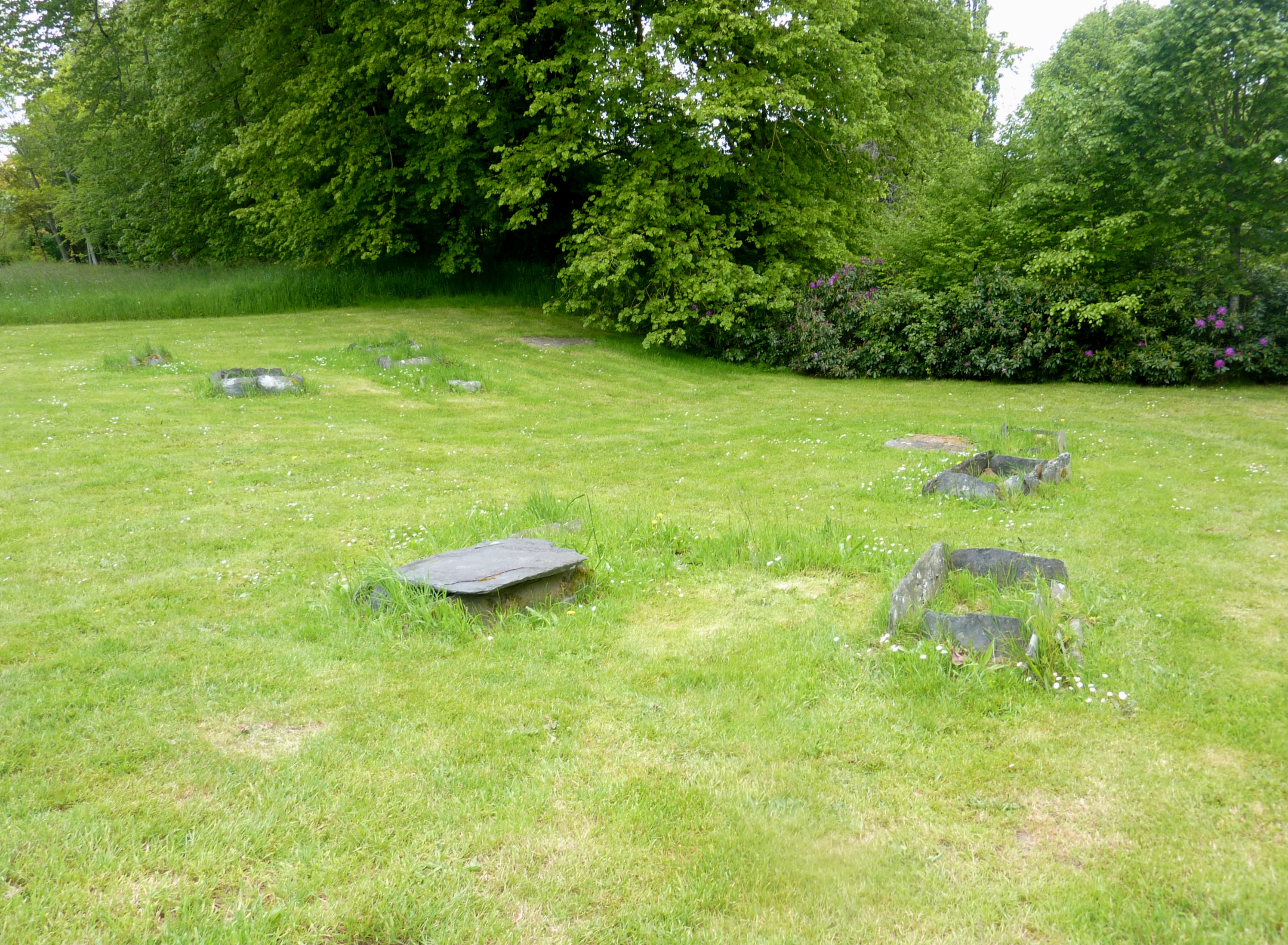
Cimetière préhistorique.
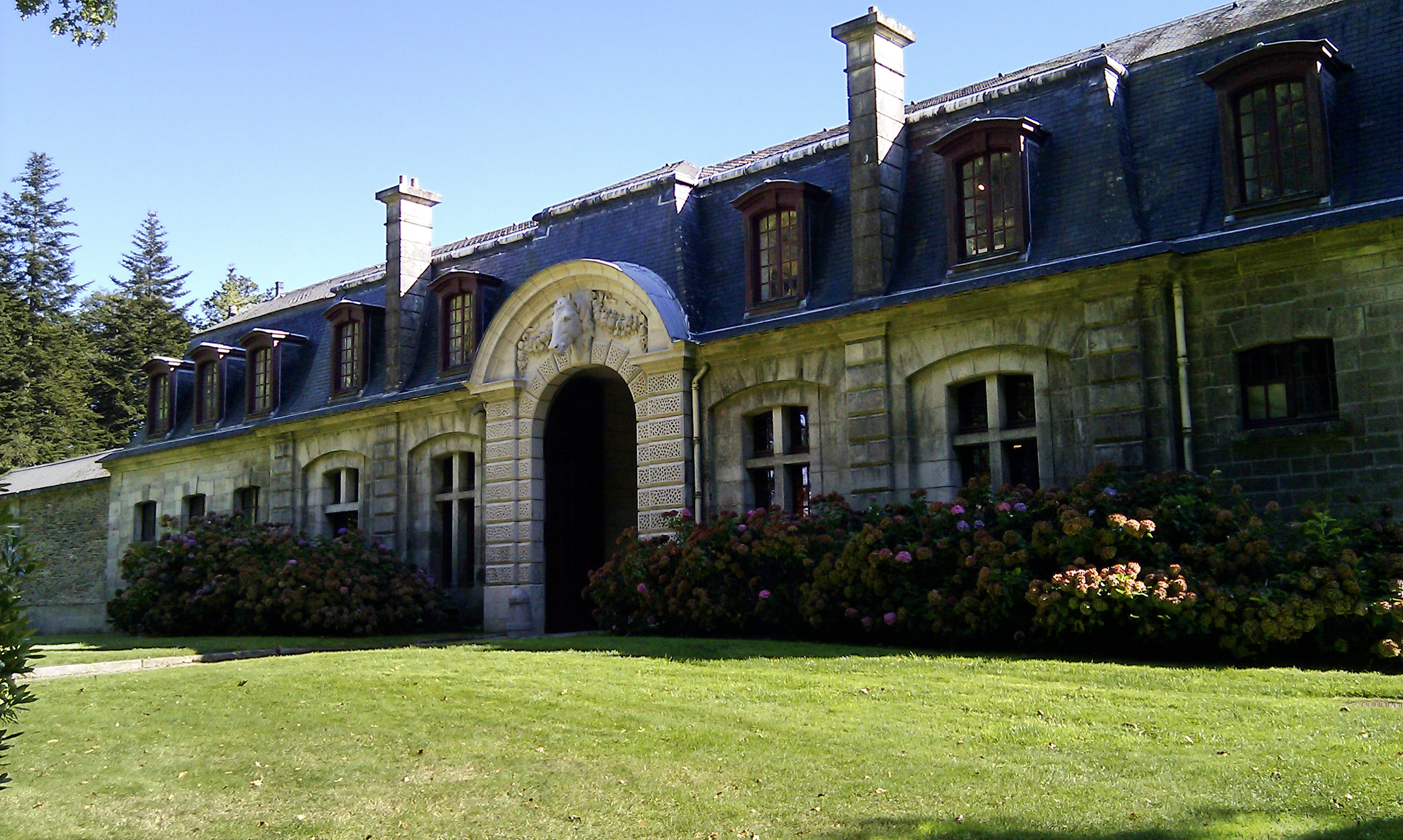
Les écuries.
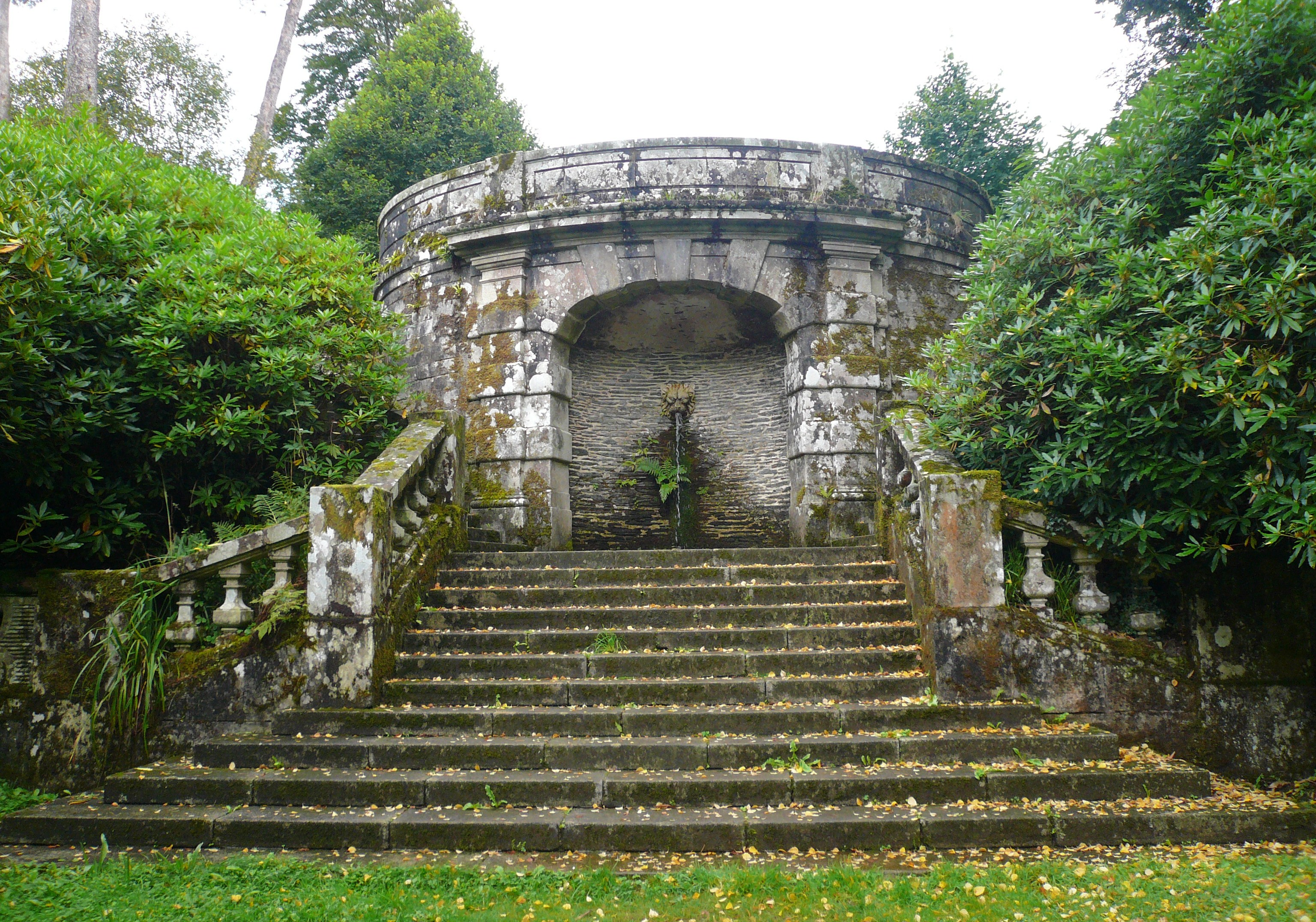
La fabrique dominant l'ancienne carrière et son belvédère.
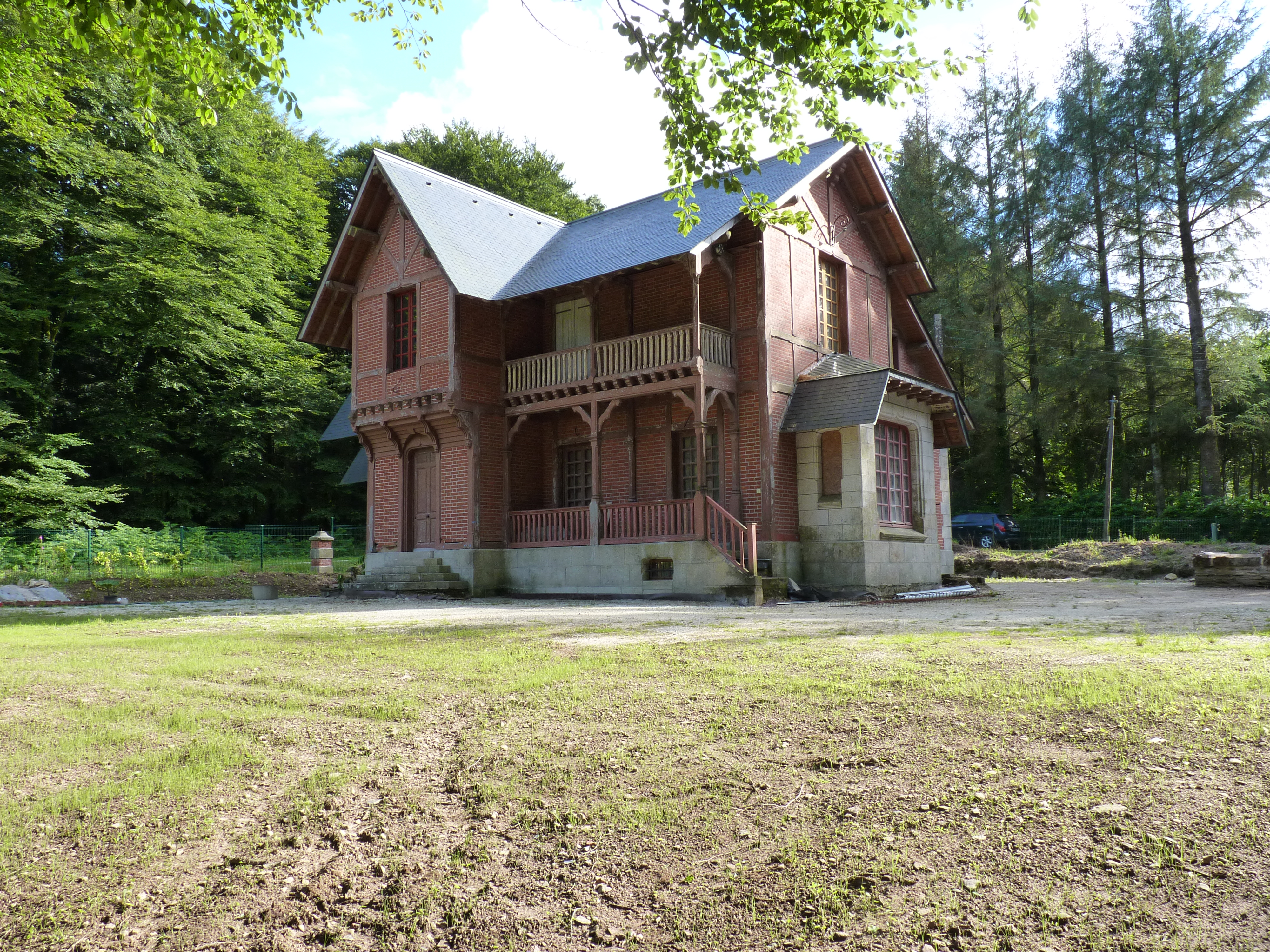
L'ancien pavillon de chasse de Moniven.

Ce parc, en tant que jardin mixte, est un jardin remarquable, que Louis de Kerjégu a entrepris de reboiser ces nombreux hectares par des hêtres puis des pins d'Écosse, mais aussi des espèces ornementales exotiques tel que les tulipiers de Virginie, les cèdres de l'Atlas, les séquoias de Californie, etc. ... Il s'agit à l'origine d'un vaste parc à l'anglaise, planté de nombreux arbustes ornementaux (par exemple, on y trouve encore aujourd'hui 160 camélias centenaires), au sein duquel se nichent plusieurs jardins : la carrière romantique, le "jardin japonais" (aménagé vers 1920 pour Françoise de La Ferronays, de la même façon que celui du château de Courances.) , le jardin italien ( à l’ouest du château avec comme élément principal le bassin de la chasse et sa fontaine à l’italienne, réalisé en 1903 par les sculpteurs Florian Kulikowski et Jules Visseaux), le jardin régulier ( au milieu de la cour d’honneur du château) …
La mise en scène des points de vue vers et depuis le château à l'aide des structures végétales (arbres portes, plantes de terre de bruyère, etc.) caractérise l'architecture du parc originel.
En 2014, l'ancien potager clos a également été ouvert aux visiteurs. Avec le Labotanique, installé dans la grande serre en 2015, il complète la réouverture des anciens jardins vivriers, où est implantée une bonne partie des collections.
À l'abandon de 1939 à 1968, le parc a été continuellement réaménagé de 1968 à nos jours. Depuis cette date, il est organisé en quadrants, correspondant aux quatre saisons, avec un genre emblématique pour chacune d'elles : le camélia pour l'hiver, les rhododendrons (et azalées) pour le printemps, l'hydrangea pour l'été, et les érables et autres feuillages colorés à l'automne. Après l'ouragan dévastateur de 1987, ont été créés par le paysagiste François Brun de nouvelles allées de promenade dans le bois, un ruisseau artificiel en contrebas de la cascade et des fontaines contemporaines
Il abrite aujourd'hui la Collection Nationale des cultivars du genre Rhododendron, avec environ 700 variétés, les Collections Agréées des cultivars ainsi que des espèces botaniques du genre Camellia, dont certaines extrêmement rares, ainsi que de vastes collections de plantes de terre de bruyère (camellia, hydrangea, Pieris…), ainsi que d'arbres divers, tels que les érables japonais, chênes, tulipiers de Virginie, tilleuls argentés, ainsi que plusieurs espèces de conifères centenaires (pins de Monterey, pins sylvestres, Sequoia, Sequoiadendron, Sciadopitys, Thujopsis, Thuja plicata 'Aurea').

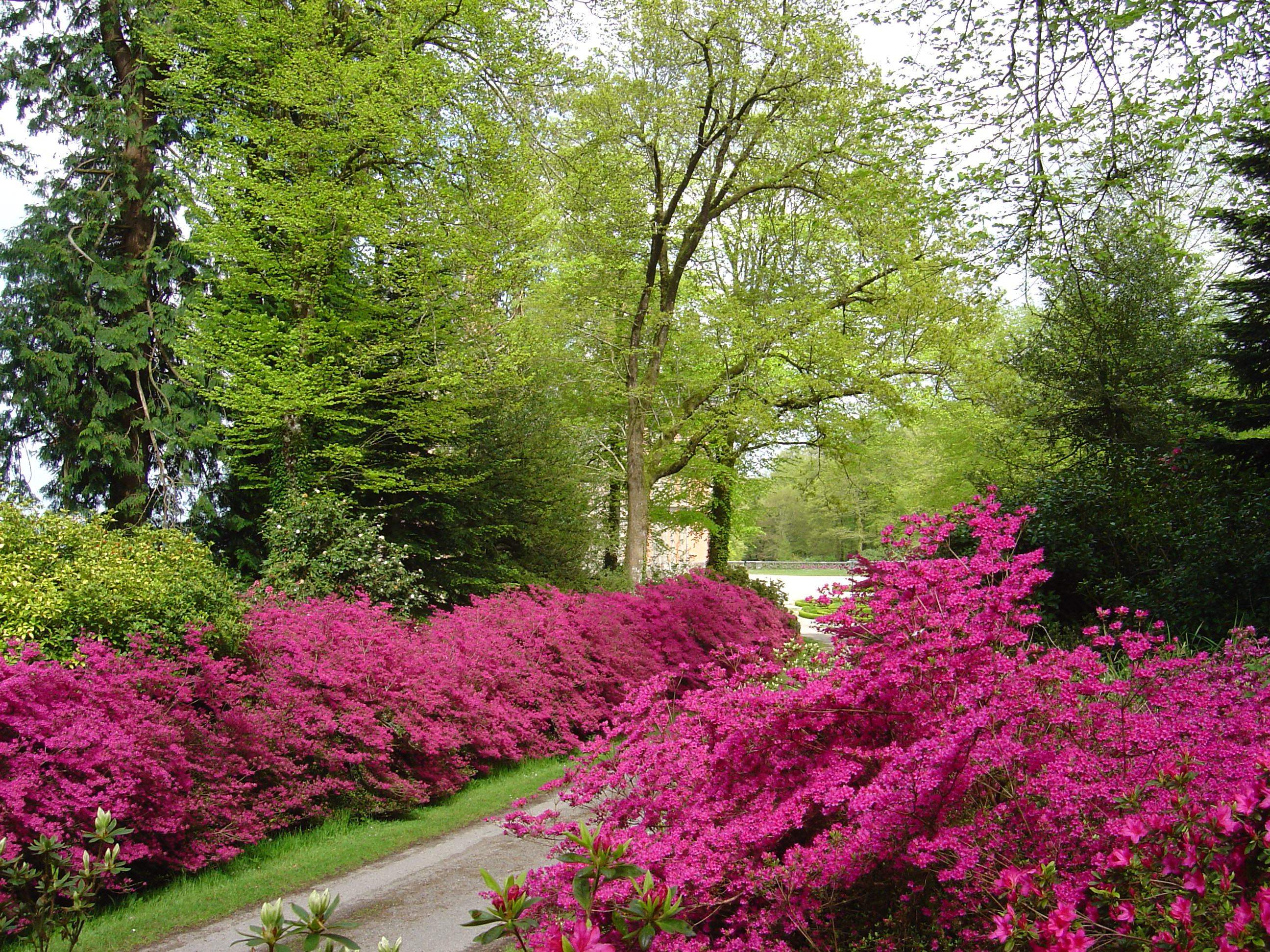
L'allée de Moniven, à l'ouest du château, en peine floraison des azalées 'Amoenum'.
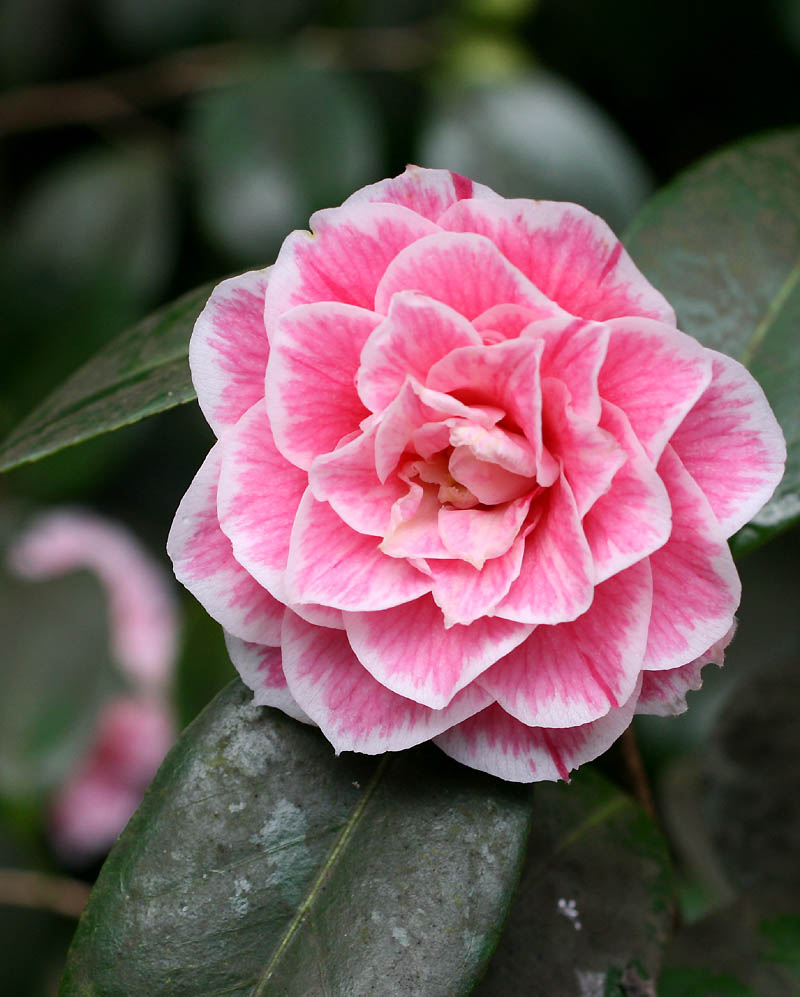
Fleur de Camellia japonica 'Hikarugenji'.
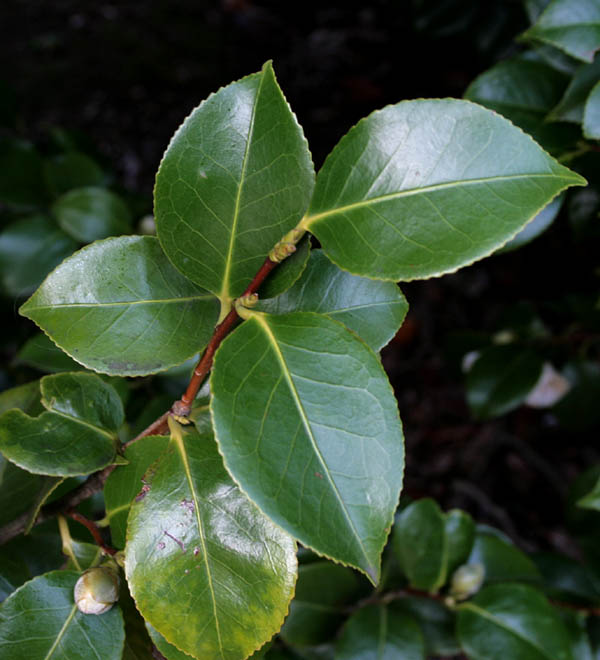
Feuillage de Camellia japonica 'Comte de Gomer'.
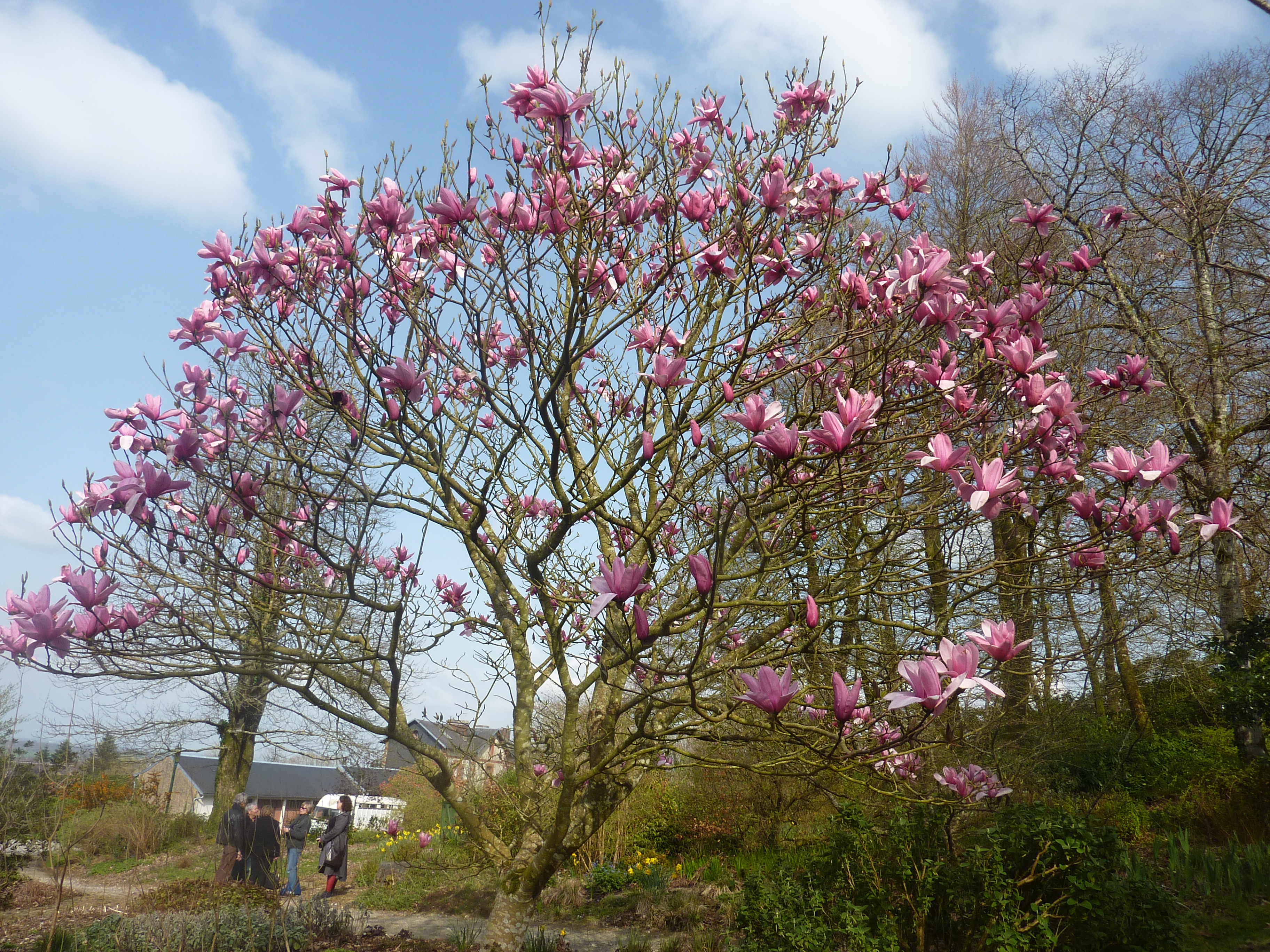
Magnolia 'Star Wars' en fleurs.